# Chrysolina halysa
Chrysolina halysa es un coleóptero de la familia Chrysomelidae.
Fue descrita científicamente en 1950 por Bechyné.